# Baja Ronggi
Baja Ronggi is een bestuurslaag in het regentschap Serdang Bedagai van de provincie Noord-Sumatra, Indonesië. Baja Ronggi telt 2757 inwoners (volkstelling 2010).